# St. Petersburg Ladies Trophy 2016
St. Petersburg Ladies Trophy 2016 byl tenisový turnaj ženského profesionálního okruhu WTA Tour, hraný v aréně Sibur na dvorcích s tvrdým povrchem Rebound Ace. Konal se mezi 8. až 14. únorem 2016 v ruském Petrohradu jako sedmý ročník turnaje.
Rozpočet činil 753 000 dolarů. V rámci WTA Tour se řadil do kategorie WTA Premier Tournaments, do níž byla událost v roce 2016 přesunuta z nižšího okruhu ITF. Nejvýše nasazenou hráčkou ve dvouhře se stala světová jedenáctka a švýcarská teenagerka Belinda Bencicová. Jako poslední přímá účastnice do dvouhry nastoupila 87. ruská hráčka žebříčku Jevgenija Rodinová. Singlovou soutěž vyhrála Italka Roberta Vinciová. Vítězem čtyřhry se stal nejlepší světový švýcarsko-indický pár Martina Hingisová a Sania Mirzaová, který triumfoval na devátém turnaji v řadě, což představovalo 40zápasovou neporazitelnost.

## Distribuce bodů a finančních odměn

### Distribuce bodů
| Soutěž  | vítězky | finalistky | semifinalistky | čtvrtfinalistky | 16 v kole | 32 v kole | Q  | Q3 | Q2 | Q1 |
| ------- | ------- | ---------- | -------------- | --------------- | --------- | --------- | -- | -- | -- | -- |
| dvouhra | 470     | 305        | 185            | 100             | 55        | 1         | 25 | 18 | 13 | 1  |
| čtyřhra | 470     | 305        | 185            | 100             | 1         | —         | —  | —  | —  | —  |

### Finanční odměny
| Soutěž                                | vítězky  | finalistky | semifinalistky | čtvrtfinalistky | 16 v kole | 32 v kole | Q3     | Q2     | Q1   |
| ------------------------------------- | -------- | ---------- | -------------- | --------------- | --------- | --------- | ------ | ------ | ---- |
| dvouhra                               | $128 450 | $68 585    | $36 635        | $19 690         | $10 560   | $6 700    | $3 010 | $1 600 | $890 |
| čtyřhra                               | $40 170  | $21 465    | $11 730        | $5 965          | $3 240    | —         | —      | —      | —    |
| částky ve čtyřhře jsou uvedeny na pár |          |            |                |                 |           |           |        |        |      |

## Ženská dvouhra

### Nasazení
| Stát                         | Hráčka                     | WTA | Nasazení |
| ---------------------------- | -------------------------- | --- | -------- |
| Švýcarsko                    | Belinda Bencicová          | 11. | 1.       |
| Itálie                       | Roberta Vinciová           | 16. | 2.       |
| Dánsko                       | Caroline Wozniacká         | 18. | 3.       |
| Srbsko                       | Ana Ivanovićová            | 20. | 4.       |
| Rusko                        | Anastasija Pavljučenkovová | 26. | 5.       |
| Slovensko                    | Anna Karolína Schmiedlová  | 29. | 6.       |
| Francie                      | Kristina Mladenovicová     | 30. | 7.       |
| Francie                      | Alizé Cornetová            | 36. | 8.       |
| Rumunsko                     | Monica Niculescuová        | 37. | 9.       |
| Žebříček WTA k 1. únoru 2016 |                            |     |          |

### Jiné formy účasti
Následující hráčky obdržely divokou kartu do hlavní soutěže:
- Jelena Vesninová
- Natalia Vichljancevová
- Caroline Wozniacká

Následující hráčky postoupily z kvalifikace:
- Klára Koukalová
- Kateryna Kozlovová
- Tamira Paszeková
- Kateřina Siniaková

Následující hráčky postoupily jako tzv. šťastné poražené:
- Laura Siegemundová[2]
- Patricia Maria Țigová[2]

### Odhlášení
před zahájením turnaje
- Mona Barthelová → nahradila ji Tímea Babosová
- Irina-Camelia Beguová → nahradila ji Jeļena Ostapenková
- Petra Cetkovská → nahradila ji Darja Kasatkinová
- Alizé Cornetová (poranění zad)[2] → nahradila ji Patricia Maria Țigová
- Alexandra Dulgheruová → nahradila ji Kirsten Flipkensová
- Karin Knappová → nahradila ji Bojana Jovanovská
- Anna Karolína Schmiedlová (výron hlezna)[2] → nahradila ji Laura Siegemundová

## Ženská čtyřhra

### Nasazení
| Stát                                                                     | Hráčka                     | Stát      | Hráčka                    | WTA | Nasazení |
| ------------------------------------------------------------------------ | -------------------------- | --------- | ------------------------- | --- | -------- |
| Švýcarsko                                                                | Martina Hingisová          | Indie     | Sania Mirzaová            | 2.  | 1.       |
| Česko                                                                    | Andrea Hlaváčková          | Česko     | Lucie Hradecká            | 22. | 2.       |
| Španělsko                                                                | Anabel Medina Garriguesová | Španělsko | Arantxa Parra Santonjaová | 59. | 3.       |
| Rumunsko                                                                 | Monica Niculescuová        | Německo   | Laura Siegemundová        | 73. | 4.       |
| Žebříček WTA k 8. únoru 2016; číslo je součtem umístění obou členek páru |                            |           |                           |     |          |

### Jiné formy účasti
Následující pár obdržel divokou kartu do hlavní soutěže:
- Anastasija Buchanková /  Dominika Cibulková

## Přehled finále

### Ženská dvouhra
- Roberta Vinciová vs.  Belinda Bencicová, 6–4, 6–3

### Ženská čtyřhra
- Martina Hingisová /  Sania Mirzaová vs.  Věra Duševinová /  Barbora Krejčíková, 6–3, 6–1